# Philippe Haudiquet
Philippe Haudiquet est un critique de cinéma et réalisateur français né le 15 avril 1937 à Albert et mort le 8 octobre 2020 à Bry-sur-Marne.

## Biographie
Philippe Haudiquet anime un ciné-club, qu'il a fondé aux Mureaux, en 1960-1961. 
Il collabore à plusieurs revues de cinéma à partir de 1961, principalement à Image et Son - La Revue du cinéma et à La Saison cinématographique. Il poursuit cette activité avant d'entreprendre la réalisation de documentaires, consacrés notamment au monde paysan et en particulier au Larzac, pendant la décennie de lutte contre le projet d'extension du camp militaire.

## Filmographie

### Courts et moyens métrages
- 1964 : Une histoire de chevaux
- 1969 : Trente-six Heures
- 1970 : Transhumance dans le Lubéron
- 1970 : Sansa
- 1971 : Moulins du Nord
- 1973 : Crépuscule
- 1973 : Les Halles, janvier 1973
- 1974 : Villages du Larzac
- 1975 : Réponses à un attentat[2]
- 1976 : Bibi
- 1976 : Alphabétisation en Haïti
- 1981 : La Fête foraine (coréalisateur : Jean-Denis Bonan)
- 1981 : Pas à pas
- 1982 : Charonne : 9 morts sur ordonnance (coréalisateur : Marc Meimon)
- 1985 : Paul Langevin
- 1993 : Georges Rouquier ou la belle ouvrage (coréalisateur : Jean Arlaud)

### Longs métrages
- 1974 : Gardarem lo Larzac (coréalisateurs : Dominique Bloch et Isabelle Lévy)
- 1977 : Les Bâtisseurs / Larzac 75-77

## Publications
- Nouveaux cinéastes polonais, Lyon, Serdoc, 1963
- Epstein, Paris, Anthologie du cinéma, numéro 19, 1966
- Fejos, Paris, Anthologie du cinéma, numéro 40, 1968
- Panorama du cinéma hongrois, Poitiers, Centre régional de documentation pédagogique, 1971
- John Ford, Seghers, coll. « Cinéma d'aujourd'hui », 1974
- Le Cinéma hongrois (avec Jean-Pierre Jeancolas et István Nemeskürty ; dir. Jean-Loup Passek), Paris, Centre national d'art et de culture Georges-Pompidou, 1979
- Georges Rouquier, Paris, Images en bibliothèques, 1989